# Verzinkbare plaszuil

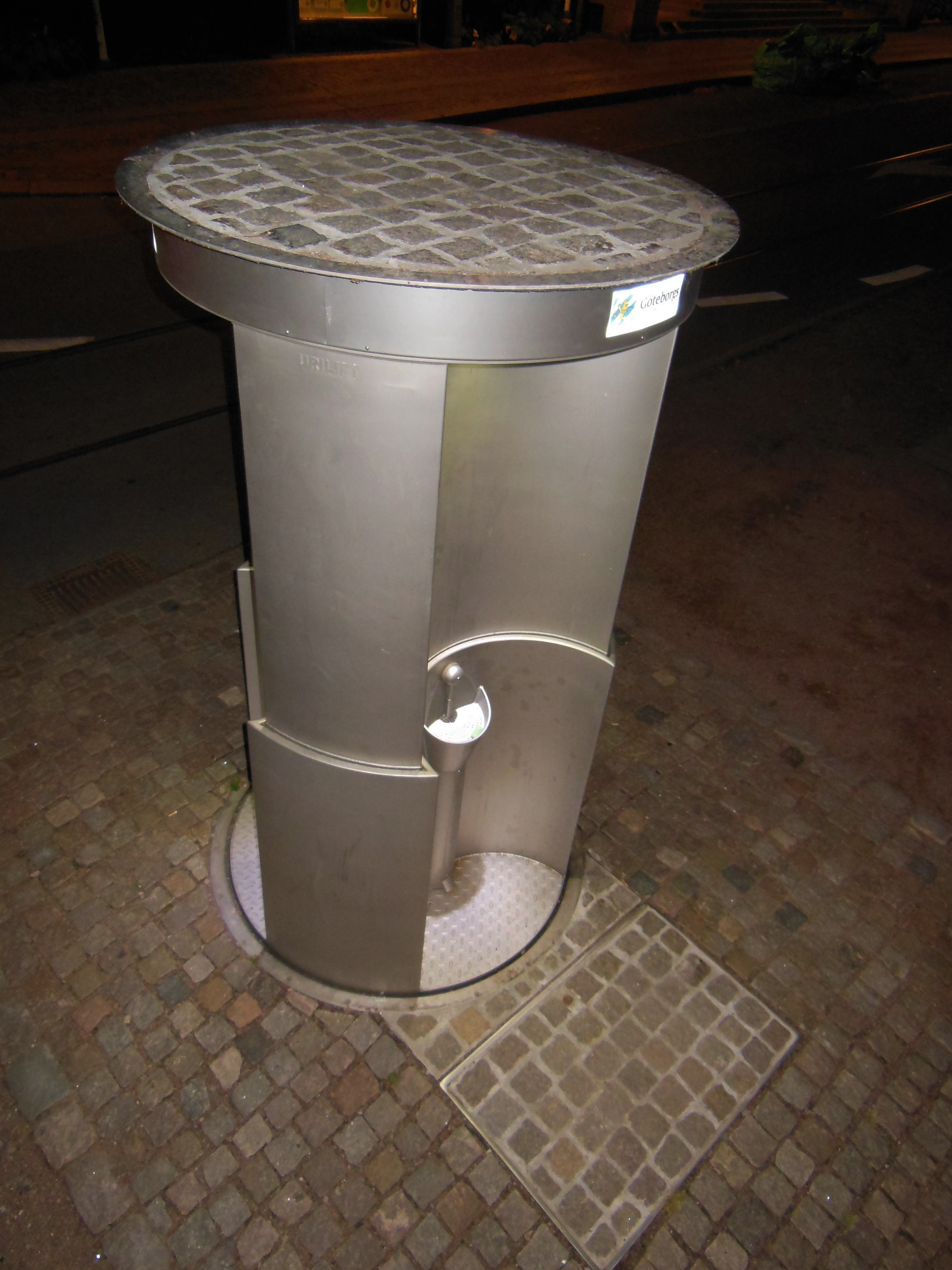
Een plaszuil met op de bovenkant plaveisel

Een verzinkbare plaszuil (ook urilift) is een cilindervormig urinoir dat met een telescopisch mechanisme volledig in de grond kan verdwijnen. 
In verzonken toestand is alleen een met plaveisel ingelegd putdeksel zichtbaar. Op afstand kan door de gemeentelijke overheid het urinoir electronisch via een hydraulisch mechanisme vervolgens op straathoogte gebracht worden. Dit type urinoir wordt vaak tijdens de avonduren op straathoogte gebracht ten behoeve van het uitgaanspubliek. Een verzinkbare plaszuil bevat drie urinoirs en is via flexibele leidingen aangesloten op de riolering en de waterleiding.
De verzinkbare plaszuil is bedacht door de Nederlandse ondernemer Marco Schimmel.  Eerder was hij actief met de distributie van plaskruizen in de gemeente Apeldoorn. De eerste plaszuil werd in 2000 geplaatst in deze gemeente. In 2016 waren er 150 plaszuilen in Nederland en verscheidene in andere landen. In 2016 werd een ovaalvormig model geplaatst bij het Paleis op de Dam waarin naast twee mannenurinoirs ook een vrouwenurinoir aanwezig is.

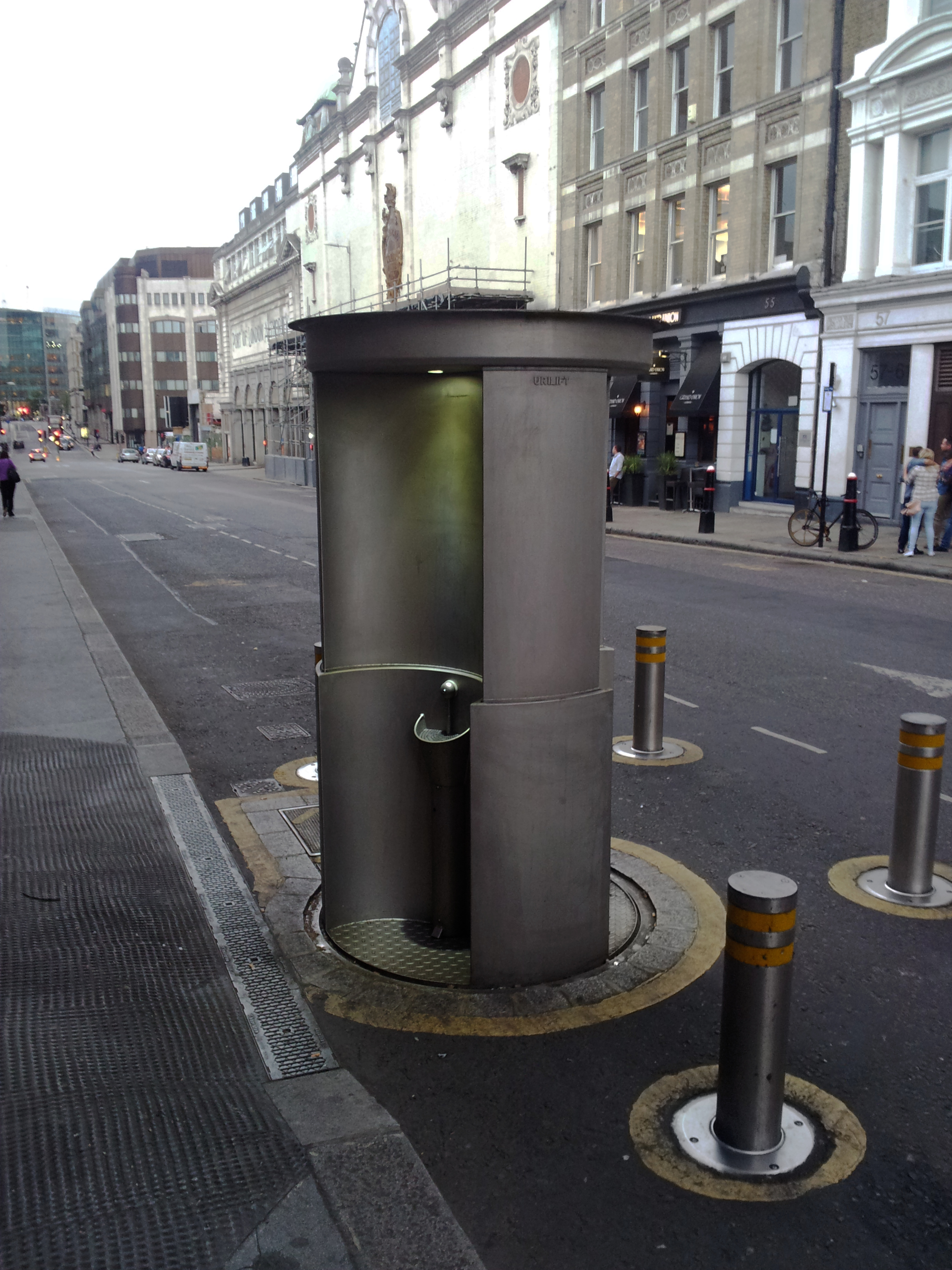
Londen
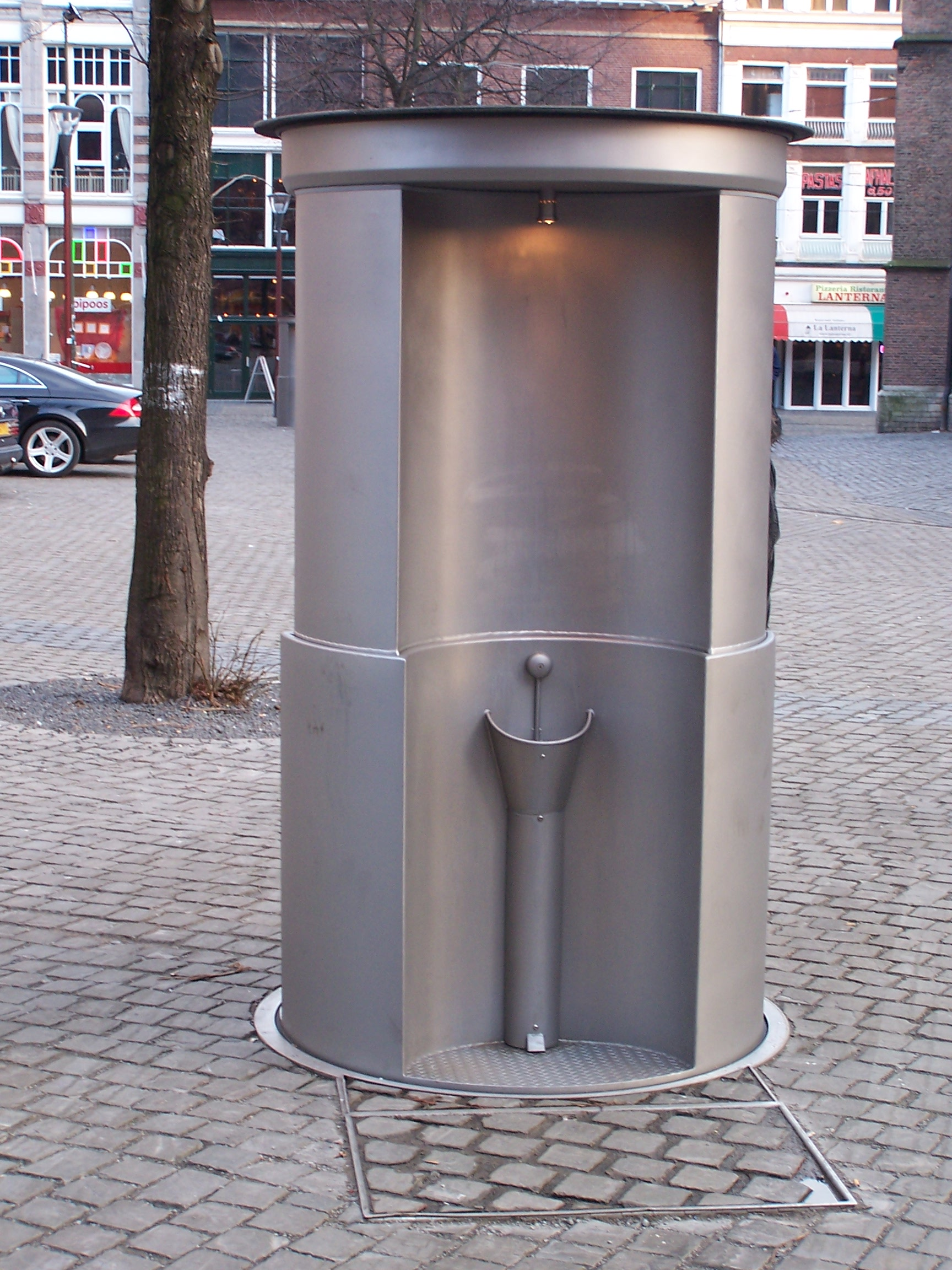
Den Haag
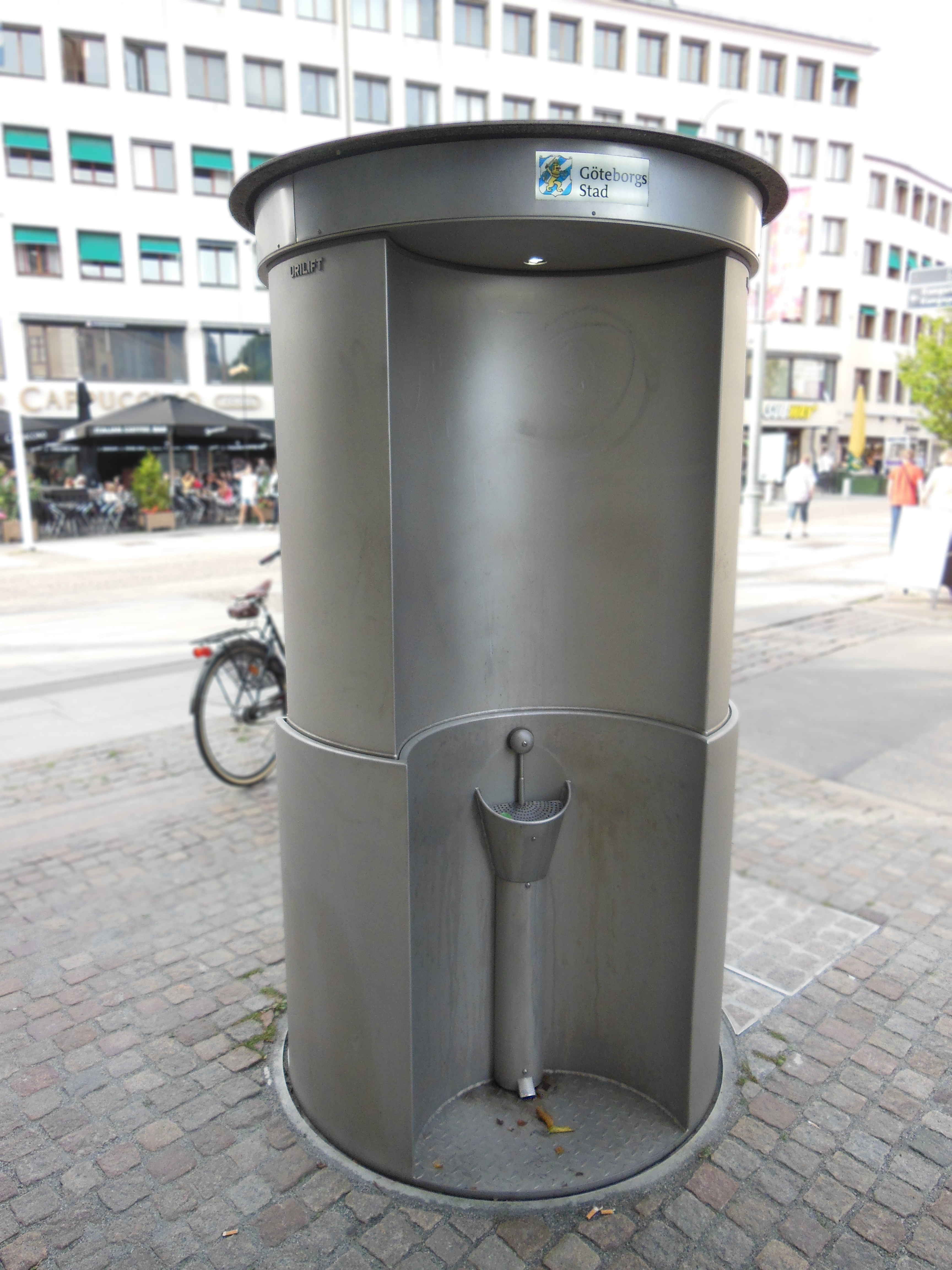
Göteborg
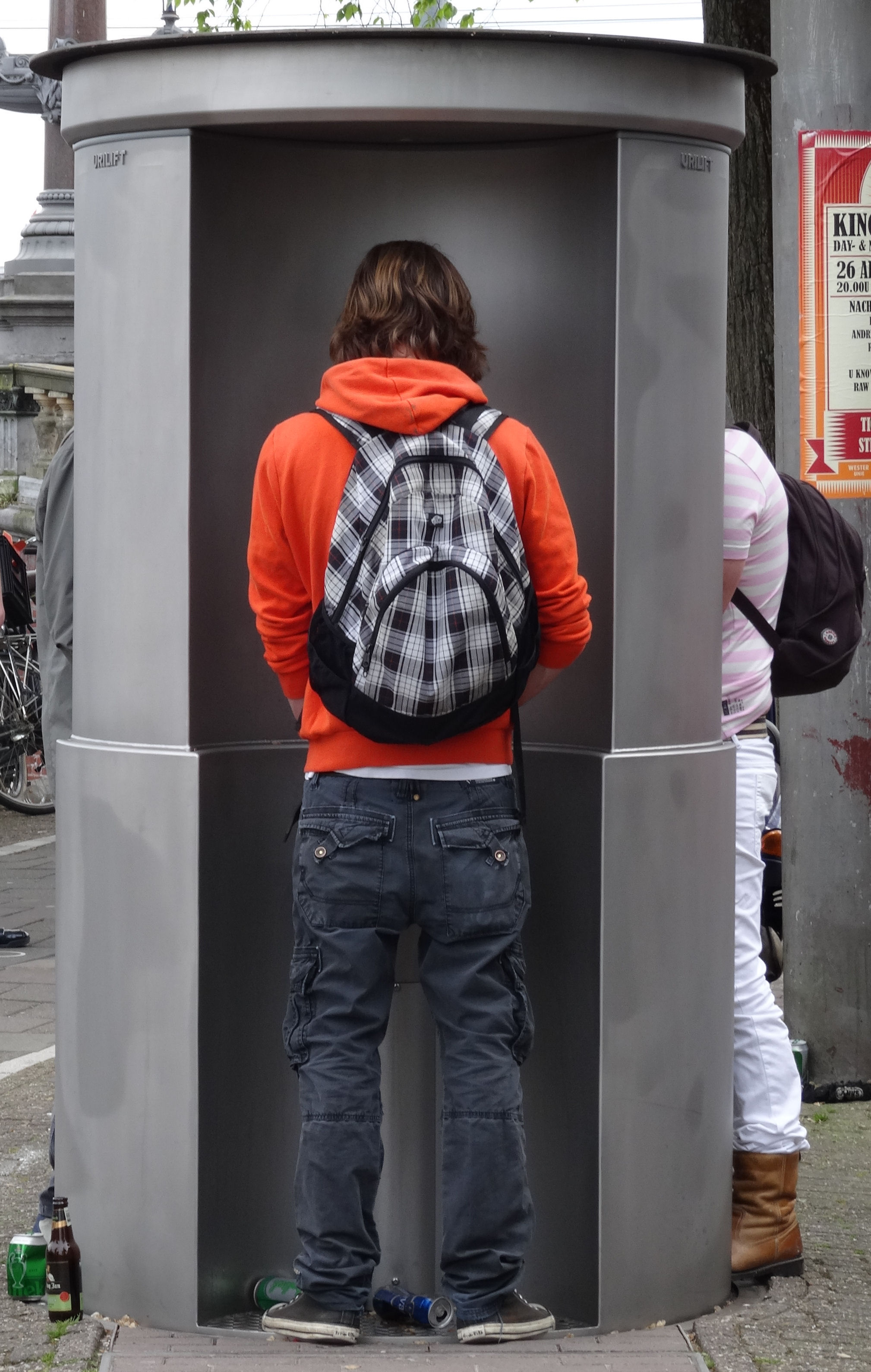
Amsterdam tijdens Koningsdag in 2014
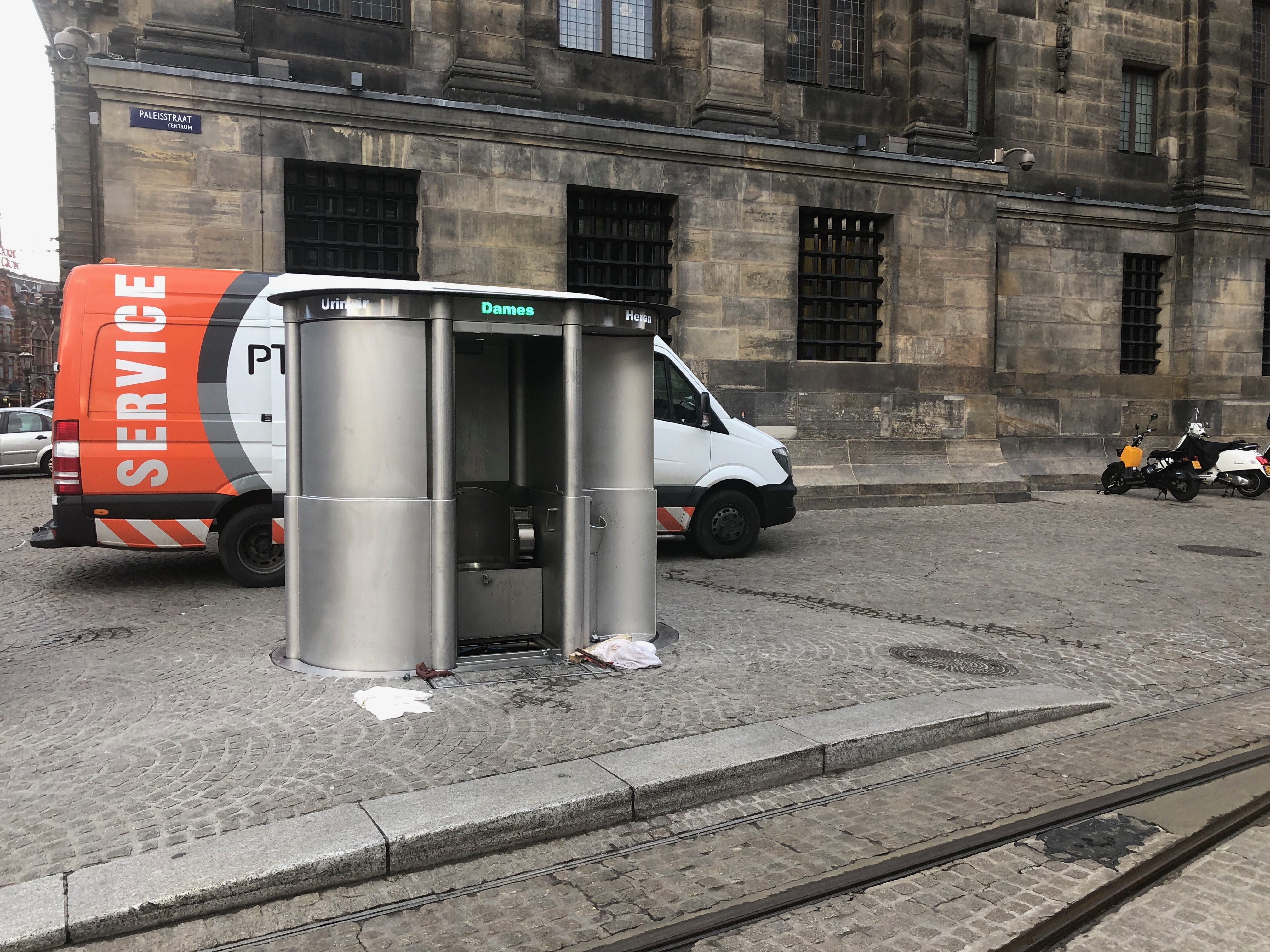
Exemplaar met vrouwenurinoir, Amsterdam